# Persone di nome Zoran
| Questa pagina contiene informazioni ricavate automaticamente dalle voci biografiche con l'ausilio del template Bio e di un bot. L'aggiornamento è periodico e automatico e ricostruisce completamente la pagina. Se manca una persona in questa lista, sei pregato di non aggiungerla, ma accertati piuttosto che la sua voce biografica contenga il template Bio e che i dati anagrafici siano correttamente compilati. Se il template Bio manca, inseriscilo tu stesso o, in alternativa, metti l'avviso {{tmp\|Bio}} che ne segnala la mancanza. Se i dati riportati sono sbagliati, correggi direttamente la voce biografica; le modifiche saranno visibili in questa lista entro pochi giorni. Per chiarimenti vedi il progetto antroponimi. La lista contiene solo le 110 persone che sono citate nell'enciclopedia e per le quali è stato implementato correttamente il template Bio. Pagina aggiornata al 16 ott 2024. |

Questa è una lista di persone presenti nell'enciclopedia che hanno il prenome Zoran, suddivise per attività principale.

## Allenatori di calcio(16)
- Zoran Barišić, allenatore di calcio e ex calciatore austriaco (Vienna, n. 1970)
- Zoran Filipović, allenatore di calcio e ex calciatore montenegrino (Titograd, n. 1953)
- Zoran Janković, allenatore di calcio e ex calciatore jugoslavo (Inđija, n. 1974)
- Zoran Kastel, allenatore di calcio e ex calciatore croato (Osijek, n. 1972)
- Zoran Lemajić, allenatore di calcio e ex calciatore montenegrino (Nikšić, n. 1960)
- Zoran Lukić, allenatore di calcio e ex calciatore svedese (Sarajevo, n. 1956)
- Zoran Mamić, allenatore di calcio e ex calciatore croato (Zagabria, n. 1971)
- Zoran Marić, allenatore di calcio e ex calciatore serbo (Boka, n. 1960)
- Zoran Milinković, allenatore di calcio e ex calciatore serbo (Belgrado, n. 1968)
- Zoran Mirković, allenatore di calcio e ex calciatore serbo (Belgrado, n. 1971)
- Zoran Njeguš, allenatore di calcio e ex calciatore serbo (Belgrado, n. 1973)
- Zoran Slavica, allenatore di calcio e ex calciatore jugoslavo (Sebenico, n. 1967)
- Zoran Vraneš, allenatore di calcio e ex calciatore serbo (n. 1950)
- Zoran Vujović, allenatore di calcio e ex calciatore croato (Sarajevo, n. 1958)
- Zoran Vulić, allenatore di calcio e ex calciatore croato (Spalato, n. 1961)
- Zoran Zekić, allenatore di calcio e ex calciatore croato (Osijek, n. 1974)

## Allenatori di pallacanestro(2)
- Zoran Lukić, allenatore di pallacanestro serbo (Belgrado, n. 1971)
- Zoran Martič, allenatore di pallacanestro sloveno (Celje, n. 1965)

## Allenatori di pallavolo(2)
- Zoran Gajić, allenatore di pallavolo serbo (Pančevo, n. 1958)
- Zoran Terzić, allenatore di pallavolo e ex pallavolista serbo (Belgrado, n. 1966)

## Arbitri di calcio(1)
- Zoran Petrović, arbitro di calcio jugoslavo (Belgrado, n. 1952 - † 2024)

## Astronomi(1)
- Zoran Knežević, astronomo serbo (Osijek, n. 1949)

## Attori(2)
- Zoran Korach, attore statunitense (Minnesota, n. 1986)
- Zoran Pingel, attore tedesco (Amburgo, n. 1999)

## Bobbisti(1)
- Zoran Sokolović, bobbista bosniaco (Sarajevo, n. 1965)

## Calciatori(43)
- Zoran Antić, ex calciatore serbo (Gjilan, n. 1975)
- Zoran Antonijević, calciatore jugoslavo (Belgrado, n. 1945 - Belgrado, † 2008)
- Zoran Arsenić, calciatore croato (Osijek, n. 1994)
- Zoran Baldovaliev, ex calciatore macedone (Strumica, n. 1983)
- Zoran Ban, ex calciatore croato (Fiume, n. 1973)
- Zoran Banović, ex calciatore montenegrino (Nikšić, n. 1977)
- Zoran Belošević, ex calciatore serbo (Zaječar, n. 1983)
- Zoran Boškovski, ex calciatore macedone (Skopje, n. 1967)
- Zoran Danoski, calciatore macedone (Prilep, n. 1990)
- Zoran Đurašković, ex calciatore serbo (n. 1975)
- Zoran Gajić, calciatore serbo (Belgrado, n. 1990)
- Zoran Jelikić, ex calciatore jugoslavo (Šabac, n. 1953)
- Zoran Josipovic, calciatore svizzero (Mendrisio, n. 1995)
- Zoran Jovanović, calciatore svedese (Malmö, n. 1986)
- Zoran Jovičić, ex calciatore serbo (Belgrado, n. 1973)
- Zoran Kvržić, calciatore bosniaco (Doboj, n. 1988)
- Zoran Lesjak, calciatore croato (Čakovec, n. 1988)
- Zoran Ljubinković, ex calciatore serbo (Subotica, n. 1982)
- Zoran Marušić, calciatore serbo (Kraljevo, n. 1993)
- Zoran Mijanović, ex calciatore serbo (Novi Sad, n. 1974)
- Zoran Mijucić, calciatore serbo (Šid, n. 1968 - Novi Sad, † 2009)
- Zoran Miserdovski, ex calciatore macedone (Skopje, n. 1975)
- Zoran Nižić, calciatore croato (Spalato, n. 1989)
- Zoran Pavlovič, ex calciatore sloveno (Tuzla, n. 1976)
- Zoran Plazonić, calciatore croato (Spalato, n. 1989)
- Zoran Popović, calciatore serbo (Pakrac, n. 1988)
- Zoran Prljinčević, calciatore jugoslavo (Pristina, n. 1932 - † 2013)
- Zoran Rajović, ex calciatore serbo (Vinkovci, n. 1979)
- Zoran Ranković, ex calciatore jugoslavo (Pančevo, n. 1969)
- Zoran Ratković, ex calciatore croato (Belišće, n. 1978)
- Zoran Rendulić, ex calciatore serbo (Sarajevo, n. 1984)
- Zoran Roglić, ex calciatore croato (Spalato, n. 1976)
- Zoran Simović, ex calciatore jugoslavo (Mojkovac, n. 1954)
- Zoran Slišković, ex calciatore croato (Trappano, n. 1966)
- Zoran Stojadinović, ex calciatore jugoslavo (Belgrado, n. 1961)
- Zoran Šupić, ex calciatore bosniaco (Banja Luka, n. 1984)
- Zoran Švonja, calciatore serbo (Novi Sad, n. 1995)
- Zoran Tošić, ex calciatore serbo (Zrenjanin, n. 1987)
- Zoran Ubavič, calciatore sloveno (Lubiana, n. 1965 - † 2015)
- Zoran Varvodić, ex calciatore croato (Spalato, n. 1963)
- Zoran Vujčić, ex calciatore croato (Čabar, n. 1961)
- Zoran Zeljkovič, ex calciatore sloveno (Lubiana, n. 1980)
- Zoran Živković, ex calciatore croato (n. 1970)

## Canottieri(1)
- Zoran Pančić, ex canottiere serbo (Novi Sad, n. 1953)

## Cestisti(15)
- Zoran Čutura, ex cestista croato (Zagabria, n. 1962)
- Zoran Dragić, cestista sloveno (Lubiana, n. 1989)
- Zoran Jovanović, ex cestista e allenatore di pallacanestro jugoslavo (Belgrado, n. 1965)
- Zoran Krečković, ex cestista e allenatore di pallacanestro serbo (n. 1959)
- Zoran Maroević, cestista jugoslavo (Mattuglie, n. 1942 - Belgrado, † 2019)
- Zoran Nikolić, cestista montenegrino (Nikšić, n. 1996)
- Zoran Paunović, cestista serbo (Niš, n. 2000)
- Zoran Planinić, ex cestista croato (Mostar, n. 1982)
- Zoran Radović, ex cestista jugoslavo (Belgrado, n. 1961)
- Zoran Savić, ex cestista e dirigente sportivo jugoslavo (Zenica, n. 1966)
- Zoran Slavnić, ex cestista e allenatore di pallacanestro jugoslavo (Zemun, n. 1949)
- Zoran Sretenović, cestista e allenatore di pallacanestro jugoslavo (Belgrado, n. 1964 - Belgrado, † 2022)
- Zoran Stevanović, ex cestista jugoslavo (Kragujevac, n. 1970)
- Zoran Vrkić, cestista croato (Fiume, n. 1987)
- Zoran Vučeljić, cestista montenegrino (Podgorica, n. 2003)

## Ciclisti su strada(1)
- Zoran Klemenčič, ex ciclista su strada sloveno (Lubiana, n. 1976)

## Drammaturghi(1)
- Zoran Stefanović, drammaturgo, scrittore e sceneggiatore serbo (Loznica, n. 1969)

## Fumettisti(2)
- Zoran Janjetov, fumettista e illustratore serbo (Subotica, n. 1961)
- Zoran Tucić, fumettista e illustratore serbo (Šabac, n. 1961)

## Pallamanisti(2)
- Zoran Mikulić, ex pallamanista e allenatore di pallamano croato (n. 1965)
- Zoran Živković, ex pallamanista serbo (Niš, n. 1945)

## Pallanuotisti(6)
- Zoran Gopčević, pallanuotista jugoslavo (Kotor Varoš, n. 1955 - † 2000)
- Zoran Janković, pallanuotista jugoslavo (Zenica, n. 1942 - Belgrado, † 2002)
- Zoran Kačić, pallanuotista jugoslavo (Spalato, n. 1953)
- Zoran Mustur, ex pallanuotista e allenatore di pallanuoto jugoslavo (Castelnuovo, n. 1953)
- Zoran Petrović, ex pallanuotista jugoslavo (Belgrado, n. 1960)
- Zoran Roje, ex pallanuotista e allenatore di pallanuoto croato (Spalato, n. 1955)

## Politici(8)
- Zoran Đinđić, politico e filosofo serbo (Bosanski Šamac, n. 1952 - Belgrado, † 2003)
- Zoran Janković, politico e imprenditore sloveno (Saraorci, n. 1953)
- Zoran Lilić, politico serbo (Brza Palanka, n. 1953)
- Zoran Milanović, politico croato (Zagabria, n. 1966)
- Zoran Tegeltija, politico bosniaco (Mrkonjić Grad, n. 1961)
- Zoran Thaler, politico sloveno (Kranj, n. 1962)
- Zoran Zaev, politico macedone (Strumica, n. 1974)
- Zoran Živković, politico serbo (Niš, n. 1960)

## Registi(2)
- Zoran Tadić, regista e sceneggiatore croato (Livno, n. 1941 - Zagabria, † 2007)
- Zoran Đorđević, regista cinematografico, produttore cinematografico e sceneggiatore serbo (Valjevo, n. 1962)

## Scrittori(2)
- Zoran Ferić, scrittore croato (Zagabria, n. 1961)
- Zoran Živković, scrittore e saggista serbo (Belgrado, n. 1948)

## Tennistavolisti(2)
- Zoran Kalinić, ex tennistavolista serbo (Subotica, n. 1958)
- Zoran Primorac, tennistavolista croato (Zara, n. 1969)